# Matlacha
Matlacha ist ein census-designated place (CDP) im Lee County im US-Bundesstaat Florida. Das U.S. Census Bureau hat bei der Volkszählung 2020 eine Einwohnerzahl von 598 ermittelt. 

## Geographie
Matlacha liegt auf einer Insel in einer Meerenge zwischen Pine Island und dem Festland Floridas im Golf von Mexiko. Über mehrere Brücken wird der CDP durch die Pine Island Road mit Pine Island und dem Festland bei Cape Coral verbunden. Matlacha liegt rund 23 km westlich von Fort Myers. Tampa liegt etwa 190 km und Miami 250 km entfernt.

## Demographische Daten
Laut der Volkszählung 2010 verteilten sich die damaligen 677 Einwohner auf 626 Haushalte. Die Bevölkerungsdichte lag bei 1692,5 Einw./km². 98,7 % der Bevölkerung bezeichneten sich als Weiße, 0,3 % als Afroamerikaner und 0,4 % als Asian Americans. 0,6 % gaben die Angehörigkeit zu mehreren Ethnien an. 1,0 % der Bevölkerung bestand aus Hispanics oder Latinos.
Im Jahr 2010 lebten in 5,4 % aller Haushalte Kinder unter 18 Jahren sowie 47,8 % aller Haushalte Personen mit mindestens 65 Jahren. 48,3 % der Haushalte waren Familienhaushalte (bestehend aus verheirateten Paaren mit oder ohne Nachkommen bzw. einem Elternteil mit Nachkomme). Die durchschnittliche Größe eines Haushalts lag bei 1,68 Personen und die durchschnittliche Familiengröße bei 2,24 Personen.
5,4 % der Bevölkerung waren jünger als 20 Jahre, 7,8 % waren 20 bis 39 Jahre alt, 32,7 % waren 40 bis 59 Jahre alt und 54,0 % waren mindestens 60 Jahre alt. Das mittlere Alter betrug 62 Jahre. 50,8 % der Bevölkerung waren männlich und 49,2 % weiblich.
Das durchschnittliche Jahreseinkommen lag bei 33.182 $, dabei lebten 13,9 % der Bevölkerung unter der Armutsgrenze.
Im Jahr 2000 war Englisch die Muttersprache von 100 % der Bevölkerung.